# Ordine d'Onore (Georgia)
L'Ordine d'Onore è un'onorificenza della Georgia.

## Storia
L'Ordine è stato fondato il 24 dicembre 1992.

## Insegne
- Il nastro è bianco con una striscia blu al centro circondata da sottili strisce rosse.